# Cryptoleptodon pluvinii
Cryptoleptodon pluvinii là một loài Rêu trong họ Pterobryaceae. Loài này được (Brid.) Broth. miêu tả khoa học đầu tiên năm 1906.